# Хистоплазмоза
Хистоплазмоза (енгл. Histoplasmosis) је гљивична инфекција узрокована Histoplasma capsulatum.

## Историјат
Histoplasma capsulatum је 1905. године открио Самјуел Тејлор Дарлинг, али је 1930-их потврђена као широко распрострањена инфекција. Пре тога, многи случајеви хистоплазмозе су грешком приписивани туберкулози па су пацијенти грешком примани у санаторијуме где су оболели од ње. Од 1938. до 2013. у Сједињеним Америчким Државама је пријављено сто пет епидемија у укупно двадесет и шест држава и Порторику. Током велике урбане епидемије 1978—1979. у Индијанаполису 100.000 људи је било изложено гљивици, жртве су имале перикардитис, реуматолошке синдроме, чиреве једњака и гласних жица, паротитис, адреналну кризу, упалу медијалне жлезде, цревну лимфангиектазију и запаљење пасеменика. Хистоплазмоза опонаша прехладу, запаљење плућа и грип, а слепи мишеви могу да је излију изметом.

## Клиничка слика
Симптоми ове инфекције су веома различити, али болест погађа првенствено плућа. Повремено су погођени и други органи па се тада назива дисеминована хистоплазмоза, може бити фатална ако се не лечи. Честа је код пацијената са сидом због њиховог потиснутог имунитета. Код имунокомпетентних појединаца, прошла инфекција резултира делимичном заштитом од штетних ефеката ако се поново инфицира. Узрокована је Histoplasma capsulatum који се налази у земљишту, често повезана са распадајућим гваном слепих мишева или птичјим изметом. Поремећај тла од ископа или изградње може ослободити инфективне елементе који се удишу и таложе у плућа. 

## Култура
- Џони Кеш је ову болест споменуо у својој песми Beans for Breakfast[9]
- Боб Дилан је хоспитализован због хистоплазмозе 1997. године и због тога је отказао концерт у Уједињеном Краљевству и Швајцарској[10]
- У двадесет и првој епизоди треће сезоне телевизијске серије Доктор Хаус пацијенту је дијагностикована хистоплазмоза
- У петој епизоди прве сезоне телевизијске серије Декстер Винс Масука се брине да ли ће добити хистоплазмозу од прашине у ваздуху и длаке пацова
- У петој епизоди пете сезоне Parásitos asesinos програмер видео игрица Коди Фрај је заражен болешћу[11]
- У деветој сезони Би-Би-Сијеве драме Позовите бабицу једном од ликова је дијагностикована ова болест након сумње да болује од туберкулозе